# Eria atrovinosa
Eria atrovinosa är en orkidéart som beskrevs av Cedric Errol Carr. Eria atrovinosa ingår i släktet Eria och familjen orkidéer. Inga underarter finns listade i Catalogue of Life.